# Neoempheria aperta
Neoempheria aperta är en tvåvingeart som beskrevs av Zaitzev och Menzel 1996. Neoempheria aperta ingår i släktet Neoempheria och familjen svampmyggor. Inga underarter finns listade i Catalogue of Life.